# Two Dudes with Attitudes
Two Dudes with Attitudes è stato un tag team di wrestling attivo dal 1993 al 1994 e nel 1995, formato da Diesel e Shawn Michaels. Il team ha conquistato per due volte il WWF Tag Team Championship.

## Storia

### Primo periodo (1993–1994)
I Two Dudes with Attitudes si formarono nel 1993 quando Diesel fu ingaggiato come guardia del corpo dell'allora Intercontinental Champion Shawn Michaels.

## Titoli e riconoscimenti
- World Wrestling Federation
  - WWF Championship (1) – Diesel
  - WWF Intercontinental Championship (3) – Michaels (2) e Diesel (1)
  - WWF Tag Team Championship (2)